# Grammitis graminella
Grammitis graminella là một loài dương xỉ trong họ Polypodiaceae. Loài này được Sledge mô tả khoa học đầu tiên năm 1967.
Danh pháp khoa học của loài này chưa được làm sáng tỏ. 